# Stéphan Abrahamian
Stéphan Abrahamian (* 5. September 1946 in Marseille) ist ein ehemaliger französischer Radrennfahrer und nationaler Meister im Radsport.

## Sportliche Laufbahn
Abrahamian war im Straßenradsport aktiv. Er gewann 1968 die französische Meisterschaft im Straßenrennen der Amateure. Damit hatte er sich für die Teilnahme an den Olympischen Sommerspielen 1968 in Mexiko qualifiziert. Beim Sieg von Pierfranco Vianelli belegte er den vierten Platz im olympischen Straßenrennen. Im folgenden Jahr wurde er Berufsfahrer im Team Sonolor-Lejeune, in dem Lucien van Impe Kapitän war. 1969 (34. des Gesamtklassements) und 1970 (ausgeschieden) bestritt er die Tour de France.